# Lanț

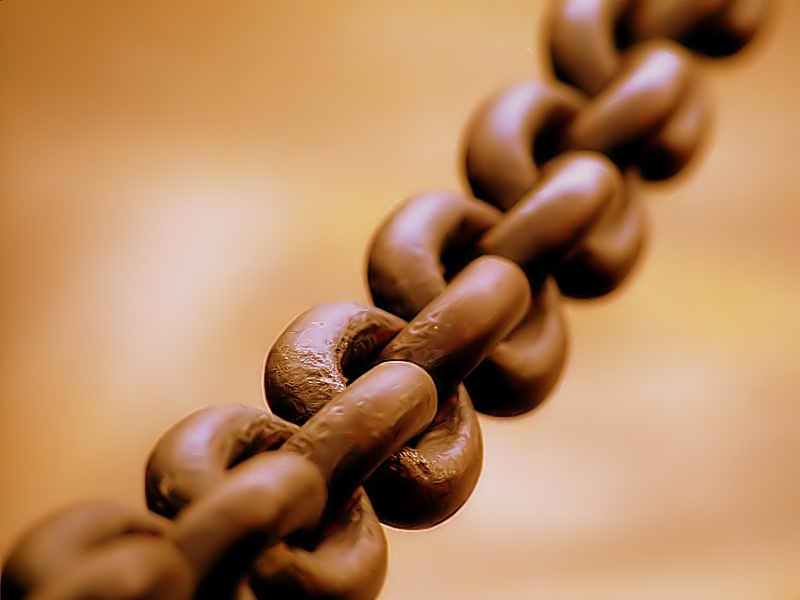
Detaliu

Un lanț reprezintă o serie de legături (verigi, plăci, zale, etc) conectate care sunt, de obicei, din metal. Un lanț poate consta din două sau mai multe legături . 

## Organe de mașini
Lanțurile pot fi și organe de mașini.
Transmisiile prin lanț servesc la transmiterea mișcării și a momentului de torsiune între doi sau mai mulți arbori paraleli.

### Compunere
Lanțul este format din zale, articulate între ele, care îi asigură flexibilitatea necesară pentru
înfășurarea pe roțile de lanț.

### Clasificare
- lanțuri cu bolțuri (de tip Gall)
- lanțuri cu bucșe
- lanțuri cu role cu zale normale
- lanțuri cu role cu zale lungi
- lanțuri pentru conveioare
- lanțuri de ridicat
- lanțuri de variator (PIV)
- lanțuri cu eclise dințate